# Црква Светог Михаила у Живици
Црква Светог Михаила у Живици, насељеном месту на територији града Пожаревца припада Епархији браничевској Српске православне цркве.
Иницијатива за подизање храма покренута је 2008. године, од стране мештана Живице, да би Епископ браничевски Игнатије освештао крстове 2021. године.
Почетак градње су финансирали сами мештани Живице, која нису била довољна за завршетак, тако да се у финансирањ укључио и Град Пожаревац.